# کیرستن املمان
کیرستن املمان (آلمانی: Kirsten Emmelmann؛ زادهٔ ۱۹ آوریل ۱۹۶۱) دونده سرعت زن اهل آلمان بود.